# Коронея (Беотия)
Коронея (др.-греч. Κορώνεια) — город в древней Беотии, член Беотийского союза. Он описан Страбоном как располагавшийся на возвышенности около горы Геликон; его территория носила название Κορωνειακή. Город стоял на изолированном холме у входа в долину, ведущую на юг к горе Геликон, главная вершина которого видна в начале долины. С этого холма открывался прекрасный вид на озеро Копаида, а у его подножия лежала широкая равнина, простиравшаяся до самых озёрных болот. По обе стороны холма текли две речки, одна с восточной или правой стороны, называемая Коралием или Куарием, а другая с левой стороны, называемая Фаларом; притоком последней был Изомант или Гоплий. По преданию Коронея была основана беотийцами из фессалийской Арны после того, как они были изгнаны из своих домов фессалийцами; и они, по-видимому, назвали её Коронеей в честь фессалийского города с таким названием. В то же время они возвели на равнине перед городом храм Афины Итонии, также названный в честь храма в Фессалии, и также дали реке, протекавшей рядом с храмом, имя Куария или Куралия, по имени фессалийской реки. В этом храме Афины проводился праздник Памбеотии, который был общим для всех беотийцев. Фессалийское происхождение Коронии подтвердил также географ Павсаний, который приписал её основание, как и основание Галиарта, Атаманту и его потомкам, пришедшим из Фессалии.
Корония упомянута Гомером в каталоге кораблей, в «Илиаде», вместе с Галиартом.
В античные времена на равнине перед городом произошло несколько важных сражений. Именно здесь в битве при Коронее афиняне под предводительством Толмида потерпели поражение от беотийцев в 447 году до н. э., вследствие чего афиняне потеряли власть, которую они в течение нескольких лет осуществляли над Беотией. Равнина Коронеи была также ареной битвы при Коронее, в которой спартанцы и их союзники под командованием Агесилая II одержали победу над фиванцами и их союзниками-аргивянами в 394 году до н. э. В Третьей Священной войне Коронея была дважды взята фокейцами под командованием Ономарха. Филипп II Македонский после покорения фокейцев отдал город фиванцам. Коронея поддерживала Филиппа V Македонского и Персея Македонского в их войнах с римлянами.
Павсаний писал, что самыми замечательными памятниками в Коронее служили алтарь Гермеса Эпимелия и алтарь Ветров. Чуть ниже них располагался храм Геры. Главными остатками древнего города являются руины театра, храма Геры и агоры. Коронея чеканила свои собственные монеты, которые очень редки, с изображением беотийского щита на одной стороне и полнолицей маски или головы горгоны с эпиграфом «KOPO».
Коронея располагалась на местности возле современной Коронии.